# Gouvernement Jules Dufaure (5)
Pour les articles homonymes, voir Gouvernement Jules Dufaure.
Troisième République
Gouvernement Gaétan de Rochebouët Gouvernement William Henry Waddington
Le cinquième gouvernement de Jules Dufaure est le gouvernement de la Troisième République en France du 13 décembre 1877 au 30 janvier 1879.
Le gouvernement de Jules Dufaure fait suite à la crise du 16 mai 1877 et à la soumission du président Mac Mahon face aux résultats des élections législatives d'octobre.

## Composition
| Fonction | Fonction             | Image | Nom           | Parti politique |
| -------- | -------------------- | ----- | ------------- | --------------- |
|          | Président du Conseil |       | Jules Dufaure | Centre gauche   |

### Ministères
| Fonction | Fonction                                                         | Image                                                 | Nom                                                       | Parti politique     |
| -------- | ---------------------------------------------------------------- | ----------------------------------------------------- | --------------------------------------------------------- | ------------------- |
|          | Ministre de la Justice                                           |                                                       | Jules Dufaure                                             | Centre gauche       |
|          | Ministre des Affaires étrangères                                 |                                                       | William Henry Waddington                                  | Centre gauche       |
|          | Ministre de l'Intérieur                                          |                                                       | Émile de Marcère                                          | Centre gauche       |
|          | Ministre des Finances                                            |                                                       | Léon Say                                                  | Centre gauche       |
|          | Ministre de la Guerre                                            |                                                       | Jean-Louis Borel (du 13 décembre 1877 au 13 janvier 1878) |                     |
|          | Ministre de la Guerre                                            | Henri Gresley (du 13 janvier 1878 au 30 janvier 1879) |                                                           |                     |
|          | Ministre de la Marine et des Colonies                            |                                                       | Louis Pothuau                                             | Centre gauche       |
|          | Ministre de l'Instruction publique, des Beaux-arts et des Cultes |                                                       | Agénor Bardoux                                            | Centre gauche       |
|          | Ministre des Travaux publics                                     |                                                       | Charles de Freycinet                                      | Gauche républicaine |
|          | Ministre de l'Agriculture et du Commerce                         |                                                       | Pierre Teisserenc de Bort                                 | Centre gauche       |

### Sous-secrétariat d'État
| Fonction | Fonction                                                                      | Image | Nom                                                | Parti politique     |
| -------- | ----------------------------------------------------------------------------- | ----- | -------------------------------------------------- | ------------------- |
|          | Sous-secrétaire d'État à la Justice et à la Présidence du Conseil             |       | Charles Savary (à partir du 18 décembre 1877)      | Centre gauche       |
|          | Sous-secrétaire d'État à l'Intérieur                                          |       | Charles Lepère (à partir du 19 décembre 1877)      | Union républicaine  |
|          | Sous-secrétaire d'État aux Finances                                           |       | Adolphe Cochery (à partir du 20 décembre 1877)     | Gauche républicaine |
|          | Sous-secrétaire d'État à l'Instruction publique, aux Beaux-Arts et aux Cultes |       | Jean Casimir-Périer (à partir du 20 décembre 1877) | Gauche républicaine |
|          | Sous-secrétaire d'État à l'Agriculture et au Commerce                         |       | Cyprien Girerd (à partir du 23 décembre 1877)      | Gauche républicaine |

## Fin du gouvernement et passation des pouvoirs
Après la nouvelle victoire républicaine aux élections sénatoriales, une première mention de défiance est mise en voix le 20 janvier 1879 contre le gouvernement par l'Union républicaine mais la Gauche républicaine s'abstient et celle-ci ne reçoit que 155 voix pour et 200 contre. Jules Ferry et la Gauche Républicaine mettent alors aux voix une motion de confiance au gouvernement où l'Union républicaine s'abstient. Sans véritable appuis et sur les conseils de Léon Say et Jules Dufaure, Patrice de Mac Mahon démissionne le 30 janvier 1879 entraînant un débat parlementaire pour son remplacement..Jules Grévy est alors porté par les républicains à la Présidence et forme un nouveau gouvernement sous William Waddington, écartant Gambetta qui ne souhaite pas encore former de gouvernement pour garder le contrôle sur la Chambre.

## Événements notables
- Épuration de la fonction publique par les républicains (1877-1883)
- Élections sénatoriales françaises de 1879
- plan Freycinet